# 여의도중학교
여의도중학교(汝矣島中學校)는 대한민국 서울특별시 영등포구 여의도동에 있는 공립 중학교이다.

## 학교 연혁
- 1972년 9월 1일 : 초대 최낙구 교장 취임
- 1973년 3월 3일 : 개교, 입학식
- 1976년 1월 20일 : 제1회 졸업
- 2019년 3월 1일 : 제19대 양승진 교장 취임
- 2023년 1월 9일 : 제48회 졸업식(224명) 졸업생 누계 31,560명
- 2023년 3월 2일 : 제51회 입학식(9학급 219명)
- 2023년 3월 3일 : 개교 50주년

## 참고 자료
- 여의도중학교 - 한국교육학술정보원 학교알리미